# Un monde sans fin (jeu)
Pour l’article homonyme, voir Un monde sans fin.
Un monde sans fin est un jeu de société créé par Michael Rieneck et Stefan Stadler en 2010 et publié par Filosofia. En 2010, il gagne le prix spécial Spiel des Jahres Meilleur jeu complexe 2010.
Ce jeu, inspiré du livre Un monde sans fin de Ken Follett fait suite au jeu Les Piliers de la Terre.

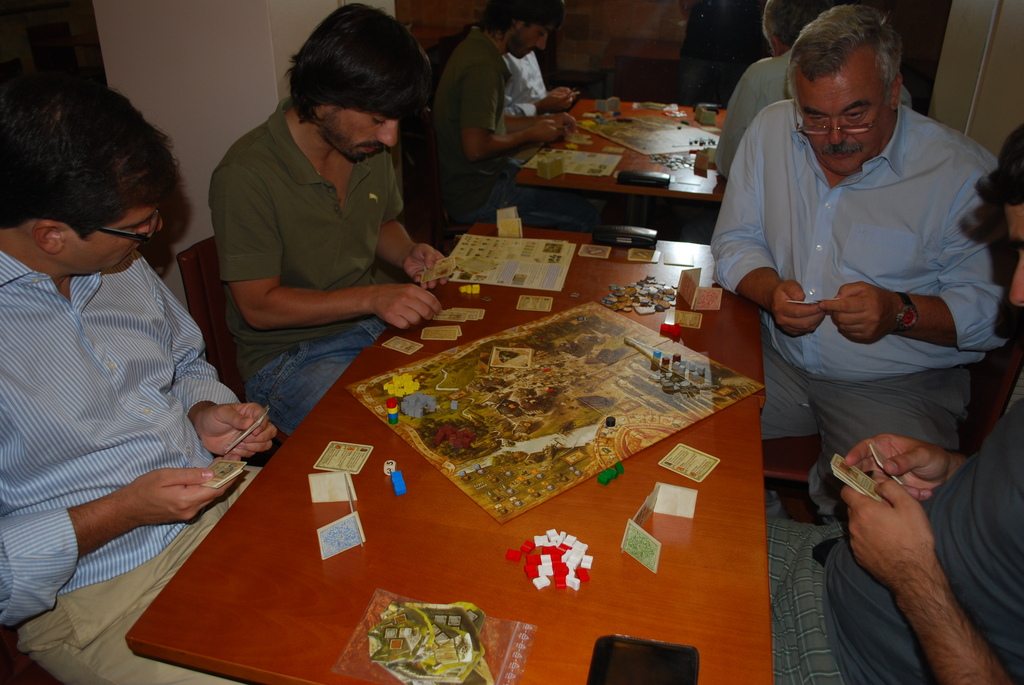
Un monde sans fin

## Récompense
- Spiel des Jahres meilleur jeu complexe 2010